# Юго-Восточный дивизион (НБА)
Юго-Восточный дивизион (англ. Southeast Division) — один из трёх дивизионов Восточной конференции Национальной баскетбольной ассоциации. Был основан в 2004 году, в результате расширения лиги. В состав дивизиона вошла ново созданная команда «Шарлотт Бобкэтс»; «Атланта Хокс» перешла из Центрального дивизиона, а «Майами Хит», «Орландо Мэджик» и «Вашингтон Уизардс» перешли из Атлантического дивизиона и образовали Юго-Восточный дивизион.

## Текущий состав
| Команда                                                            | Город                      | Год                       | Откуда                    |
| Команда                                                            | Город                      | Присоединение к дивизиону | Присоединение к дивизиону |
| ------------------------------------------------------------------ | -------------------------- | ------------------------- | ------------------------- |
| Атланта Хокс                                                       | Атланта, Джорджия          | 2004                      | Центральный дивизион      |
| Шарлотт Хорнетс (1988-2002; 2014—н.в.) Шарлотт Бобкэтс (2004-2014) | Шарлотт, Северная Каролина | 2004                      | —                         |
| Майами Хит                                                         | Майами, Флорида            | 2004                      | Атлантический дивизион    |
| Орландо Мэджик                                                     | Орландо                    | 2004                      | Атлантический дивизион    |
| Вашингтон Уизардс                                                  | Вашингтон, округ Колумбия  | 2004                      | Атлантический дивизион    |

## Кубок Эрла Ллойда
Начиная с сезона 2021/2022 чемпион Юго-Восточного дивизиона получает Кубок Эрла Ллойда. Как и другие чемпионские трофеи дивизиона, он назван в честь одного из афроамериканских первопроходцев в истории НБА. Эрл Ллойд стал первым афроамериканцем, сыгравшим в НБА, дебютировав за «Вашингтон Кэпитолс» 31 октября 1950 года. Трофей Ллойда представляет собой хрустальный шар диаметром 200 миллиметров (7,9 дюйма).

## Победители дивизиона
| ^ | Показали лучший результат в регулярном чемпионате |

| Сезон   | Клуб              | Победы/поражения | Результат в плей-офф               |
| ------- | ----------------- | ---------------- | ---------------------------------- |
| 2004/05 | Майами Хит        | 59-23 (72,0%)    | Проиграли в финале конференции     |
| 2005/06 | Майами Хит        | 52-30 (63,4%)    | Выиграли чемпионат НБА             |
| 2006/07 | Майами Хит        | 44-38 (53,7%)    | Проиграли в первом раунде          |
| 2007/08 | Орландо Мэджик    | 52-30 (63,4%)    | Проиграли в полуфинале конференции |
| 2008/09 | Орландо Мэджик    | 59-23 (72,0%)    | Проиграли в финале НБА             |
| 2009/10 | Орландо Мэджик    | 59-23 (72,0%)    | Проиграли в финале конференции     |
| 2010/11 | Майами Хит        | 58-24 (70,7%)    | Проиграли в финале НБА             |
| 2011/12 | Майами Хит        | 46-20 (69,7%)    | Выиграли чемпионат НБА             |
| 2012/13 | Майами Хит^       | 66-16 (80,5%)    | Выиграли чемпионат НБА             |
| 2013/14 | Майами Хит        | 54-28 (65,9%)    | Проиграли в финале НБА             |
| 2014/15 | Атланта Хокс      | 60-22 (73,2%)    | Проиграли в финале конференции     |
| 2015/16 | Майами Хит        | 48-34 (58,5%)    | Проиграли в полуфинале конференции |
| 2016/17 | Вашингтон Уизардс | 49-33 (59,8%)    | Проиграли в полуфинале конференции |
| 2017/18 | Майами Хит        | 44-38 (53,7%)    | Проиграли в первом раунде          |
| 2018/19 | Орландо Мэджик    | 42-40 (51,2%)    | Проиграли в первом раунде          |
| 2019/20 | Майами Хит        | 44–29 (60,3%)    | Проиграли в финале НБА             |
| 2020/21 | Атланта Хокс      | 41–31 (56,9%)    | Проиграли в финале конференции     |
| 2021/22 | Майами Хит        | 53–29 (64,6%)    | Проиграли в финале конференции     |
| 2022/23 | Майами Хит        | 44–38 (53,7%)    | Проиграли в финале НБА             |
| 2023/24 | Орландо Мэджик    | 47–35 (57,3%)    | Проиграли в первом раунде          |

## Лидеры по количеству побед в дивизионе
| Клуб              | Титулов | Сезон(ы), в которых завоёвывался титул                                                                     |
| ----------------- | ------- | --- |
| Майами Хит        | 12      | 2004/05, 2005/06, 2006/07, 2010/11, 2011/12, 2012/13, 2013/14, 2015/16, 2017/18, 2019/20, 2021/22, 2022/23 |
| Орландо Мэджик    | 5       | 2007/08, 2008/09, 2009/10, 2018/19, 2023/24                                                                |
| Атланта Хокс      | 2       | 2014/15, 2020/21                                                                                           |
| Вашингтон Уизардс | 1       | 2016/17 |
| Шарлотт Хорнетс   | 0       | |